# ニジュネレニンスコエ
座標: 北緯47度57分 東経132度40分 / 北緯47.950度 東経132.667度
ニジュネレニンスコエ (ロシア語: Нижнеле́нинское)はロシア連邦ユダヤ自治州レニンスコエ地区にある集落である。アムール川北岸に位置し、2010年時点で人口は212人である。2km北西にはシベリア鉄道レニンスキー支線のレニンスキー駅があるほか、対岸の中華人民共和国黒竜江省ジャムス市の同江市とは同江鉄路大橋で結ばれている。清朝時代は徐爾固と呼ばれ、外満洲の一部である。